# Кирха в Юкках

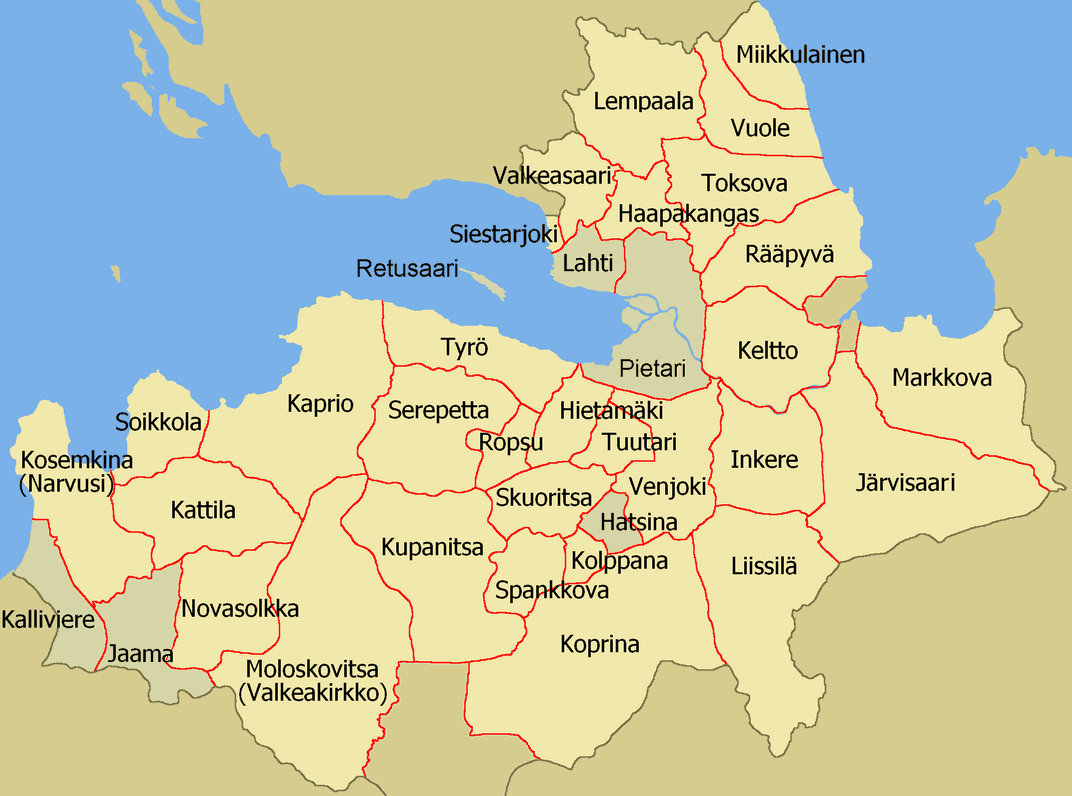
Карта приходов Церкви Ингрии (1930-е годы)

Кирха в Юкках — лютеранская церковь в деревне Юкки, центр прихода Хаапакангас Евангелическо-лютеранской церкви Ингрии.

## История
В 1908 году в деревне Юкки был образован капельный приход Хаапакангас (фин. Haapakangas) Токсовского лютеранского прихода. Приход входил в Шлиссельбургское пробство.
В 1908—1919 годах в приходе существовала богадельня для неимущих.
В 1911 году по проекту архитектора А. Брандта из материала от разобранного в 1906 году старого деревянного парголовского вокзала, была возведена кирха на 450 мест. Средства на строительство выделила последняя владелица мызы Осиновая Роща, княгиня Мария Владимировна Вяземская. Строили кирху жители Юкков, а также посёлков Парголово и Левашово.
В 1918 году в приходе Хаапакангас открылось «Ингерманландское христианское народное училище» на 40 учащихся. Директором стал проповедник Алексантери Косонен, а учителями Тереза Линдберг (Пииспанен), дочь настоятеля прихода Марккова-Ярвисаари, Эльза Косонен, и некая «барышня Хелминен». Предметами, преподаваемыми в училище, были Закон Божий, финский язык, домашнее хозяйство, а также мужские и женские ремёсла. Вскоре оно было закрыто.
В 1934 году у храма было изъято церковное имущество и снят колокол.
Службы прекратились с сентября 1937 года.
В октябре 1939 года кирха была закрыта, последней среди лютеранских приходов в Ленинградской области, а её настоятель — расстрелян.
После войны в здании церкви, лишённом шпиля, размещался пионерский лагерь.
В 1970-е годы в здании находился клуб, проводились танцы.
В 1991 году здание церкви сгорело.

### Современность
В 1996 году в Юкках была построена и передана финской общине новая деревянная церковь. В настоящее время она приписана к Санкт-Петербургскому пробству Церкви Ингрии.

## Прихожане
Приход Хаапакангас (фин. Haapakangas) по состоянию на 1913 год, включал в себя 16 деревень:

Вартемяги, Бугры, Дранишники, Касимово, Киссолово, Корабсельки, Лупполово, Мистолово, Мендсары, Новосёлки, Парголово, Порошкино, Сарженка, Сертолово, Энколово, Юкки.
В 1919 году приход насчитывал 4000 человек.

## Духовенство

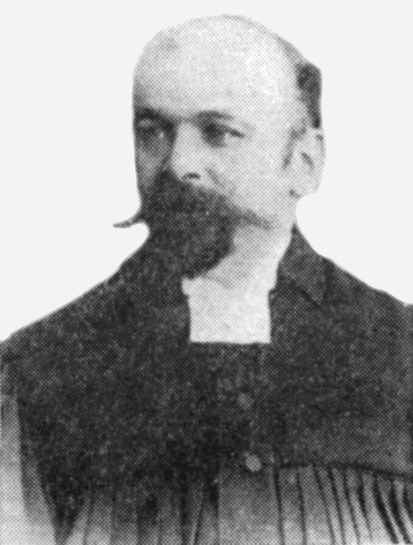
Епископ Ф. Ф. Реландер

| Настоятели церкви | Настоятели церкви                               |
| Даты              | Пастор                                          |
| ----------------- | ----------------------------------------------- |
| 1911—1923         | Феликс Фридольф Реландер (епископ, эмигрировал) |
| 1923—1928         | Иосиф Мюхкюря                                   |
| 1929—1937         | Алексантери Корпелайнен (расстрелян)            |

## Фото

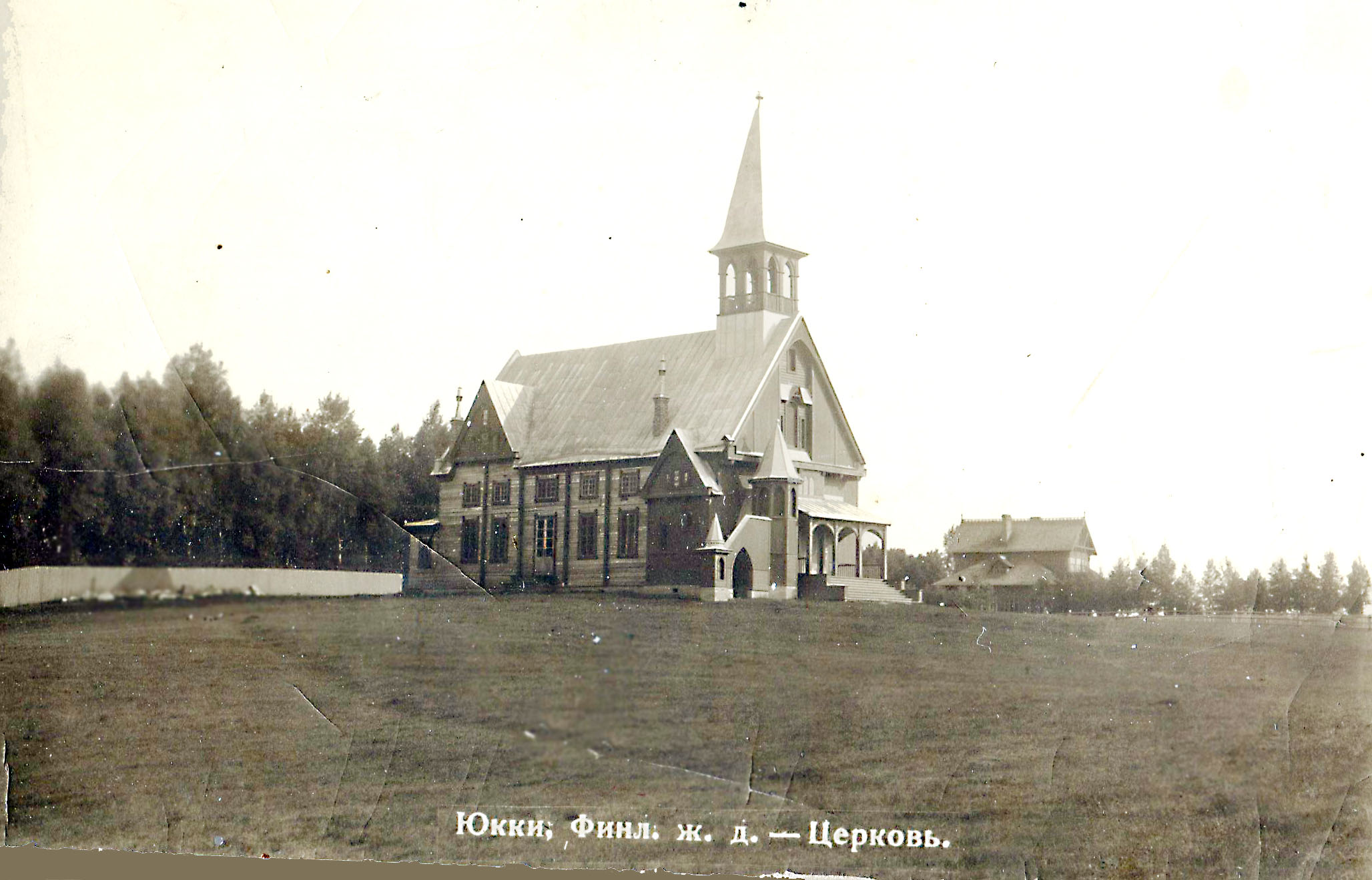
Кирха в Юкках. 1911 год
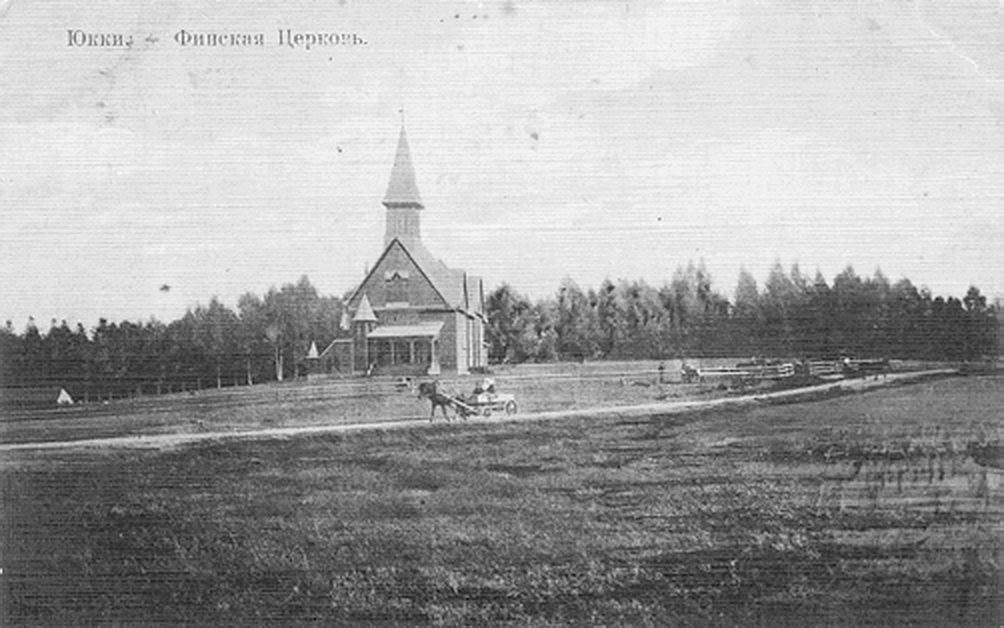
Кирха в Юкках. 1910-е годы
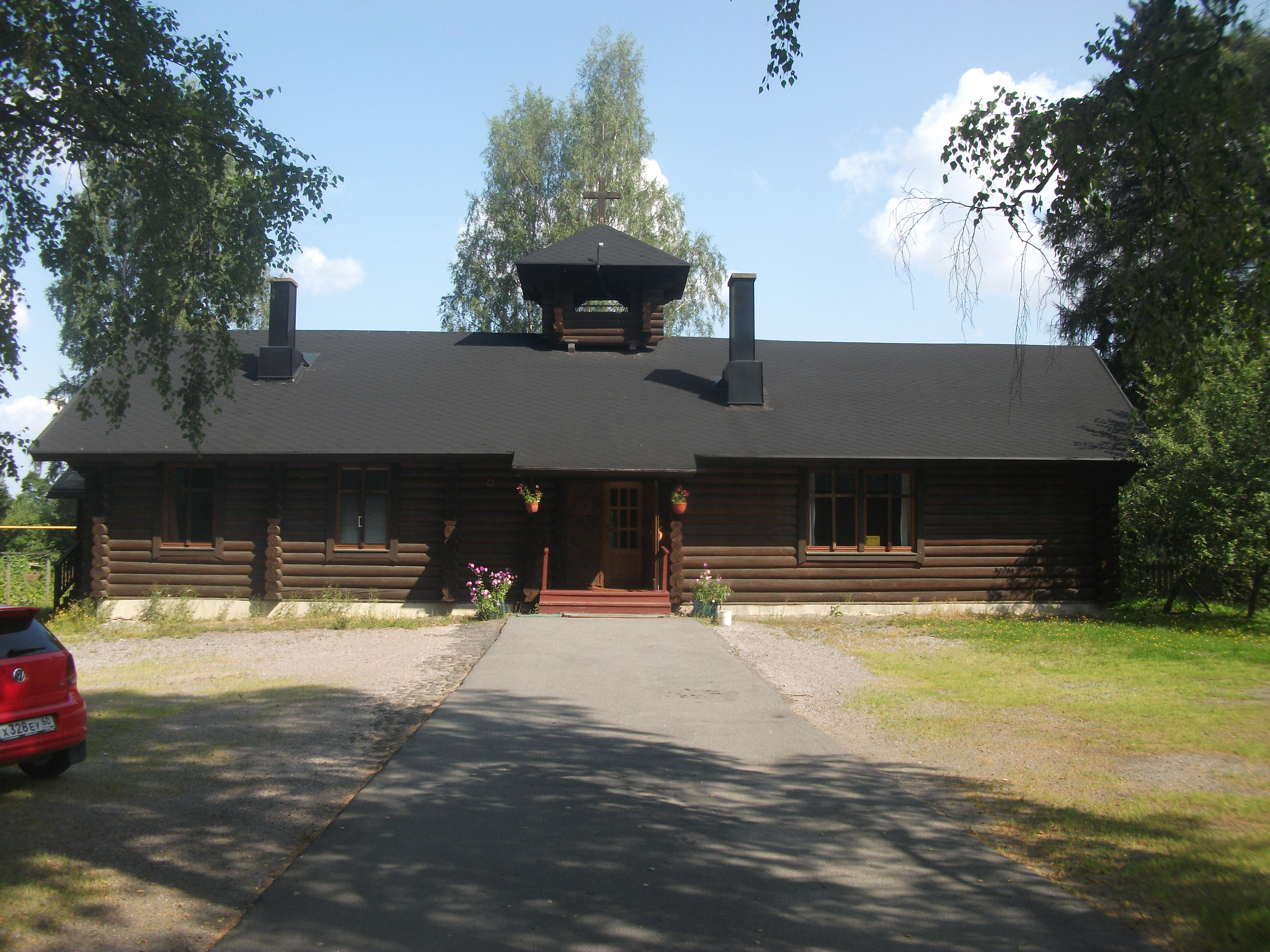
Здание современной церкви